# Parafia św. Marii Magdaleny w Orzechowie
Parafia Świętej Marii Magdaleny w Orzechowie – parafia rzymskokatolicka, znajdująca się w diecezji toruńskiej, w dekanacie Kowalewo Pomorskie.
Na obszarze parafii leżą miejscowości: Orzechowo, Orzechówko, Sabłonowo, Węgorzyn. 